# Waldemar Irek
Waldemar Irek (ur. 30 grudnia 1957 w Oławie, zm. 13 sierpnia 2012 tamże) – polski duchowny katolicki, teolog, specjalizujący się w filozofii społecznej, katolickiej nauce społecznej, teologii praktycznej i społecznej, rektor Papieskiego Wydziału Teologicznego we Wrocławiu w latach 2007–2012.

## Życiorys
Urodził się w Oławie w 1957 roku jako syn Michała i Bronisławy z domu Podsiedlik. Uczęszczał w swoim rodzinnym mieście do liceum ogólnokształcącego, które ukończył w 1976, uzyskaniem świadectwa dojrzałości. Następnie podjął studia na Metropolitarnym Wyższym Seminarium Duchownym we Wrocławiu, po zakończeniu których przyjął w 1982 święcenia kapłańskie.
W latach 1982–1985 pracował jako wikariusz i katecheta w Strzegomiu, a w latach 1985–1987 w Wydawnictwie Księgarni Archidiecezjalnej we Wrocławiu. Następnie został skierowany na studia specjalistyczne na Katolickim Uniwersytecie Lubelskim. Ukończył je w 1990, uzyskując stopień doktora nauk teologicznych w zakresie teologii fundamentalnej na podstawie pracy: Możliwość aplikacji społecznej zasady pomocniczości do rzeczywistości Kościoła w świetle katolickiej eklezjologii. W tym samym roku został pracownikiem naukowym na Papieskim Wydziale Teologicznym we Wrocławiu, gdzie prowadził ćwiczenia z homiletyki i wykłady z metodologii. W 1991 został adiunktem i objął wykłady z filozofii społecznej. Równocześnie objął funkcje kapelana Garnizonu WP we Wrocławiu i dziekana Śląskiego Okręgu Wojskowego, a w 1992 został redaktorem pisma wojskowego Nasza Służba. W latach 1995–2007 pełnił funkcję proboszcza w oławskiej parafii śś. Apostołów Piotra i Pawła. W 2004 uzyskał stopień doktora habilitowanego na podstawie dorobku naukowego i pracy Oświecenie poprawione. Przezwyciężenie błędu antropologicznego (CA 17). Droga rekonstrukcji społecznej. Od 2007 do śmierci pełnił funkcję rektora Papieskiego Wydziału Teologicznego we Wrocławiu.
Po nagłej śmierci jego wieloletnia partnerka wystąpiła do sądu z wnioskiem o ustalenie ojcostwa swojego trzyletniego syna. Badania DNA, na podstawie próbek pobranych przy zarządzonej przez sąd ekshumacji, potwierdziły ojcostwo księdza.

## Publikacje
- Aby przezwyciężyć kryzys kultury, wyd. Lamis, Wrocław 2003.  ISBN 8391695492
- Kościół w drodze, wyd. PWT, Wrocław 2003. ISBN 8387318736
- Oświecenie poprawione, wyd. PWT, Wrocław 2003.  ISBN 8387318698
- Społeczność w świetle rozumu i wiary, wyd. PWT, Wrocław 2005. ISBN  838731885X
- Oblicza chrześcijańskiej nadziei, wyd. PWT, Wrocław 2008.
- Eucharystia – tradycja czy teraźniejszość?, wyd. PWT, Wrocław 2008.  ISBN 9788374541015
- Koniec czy początek?, wyd. PWT, Wrocław 2009.  ISBN 9788360370643